# Carolles
Carolles – miejscowość i gmina we Francji, w regionie Normandia, w departamencie Manche.
Według danych na rok 2010 gminę zamieszkiwało 788 osób, a gęstość zaludnienia wynosiła 205 osób/km².